# Херсонска област
Херсонска област (на украински: Херсонська область) е една от 24-те области на Украйна. Площ 28 461 km² (7-о място по големина в Украйна, 4,72% от нейната площ). Население на 1 януари 2019 г. 1 032 668 души (21-во място по население в Украйна, 2,42% от нейното население). Административен център град Херсон. Разстояние от Киев до Херсон 664 km.

## Историческа справка
През 1737 г. на десния бряг на река Днепър, недалеч от устието ѝ е създадено военно укрепление, което през 1778 г. е признато за град Херсон. През 1784 г. за град е признато селището Берислав, което по-късно загубва градските си права и през 1938 г. вторично е признато за град. Същата е и ситуацията с град Олешки (от 1928 до 2016 г. Цюрупинск), признат за град през 1876 г. и вторично през 1956 г. Останалите 6 града в областта са признати за такива по време на съветската власт в периода от 1938 г. до 1983 г. Херсонска област е образувана на 30 март 1944 г. от източните части на Николаевска област и западните райони на Запорожка област.

## Географска характеристика
Херсонска област е разположена в южната част на Украйна. На запад граничи с Николаевска област, на север – с Днепропетровска област, на изток – със Запорожка област, на юг – с Автономна република Крим, а на югоизток и югозапад се мие от водите съответно на Азовско и Черно море. В тези си граници заема площ от 28 451 km² (7-о място по големина в Украйна, 4,72% от нейната площ). Дължина от запад на изток 258 km, ширина от север на юг 180 km.
Областта изцяло е разположена в пределите на Причерноморската низина, в басейна на долното течение на Днепър. Повърхността ѝ е равнинна с нисочина до 100 m на север и до 5 m на юг, леко наклонена на юг и разчленена от долината на Днепър и притоците му. Левият бряг на Днепър е нисък, а десният – стръмен, силно разчленен от многочислени оврази и суходолия. Бреговата линия е силно разчленена, особено в района на залива Сиваш. Покрай морския бряг се простират дълги и тесни пясъчни острови (Джарилгач, Дълги и др.) и коси (Кинбурнска, Тендровска, Арабатска стрелка, Федотова и др.) и плитки заливи (Днепровски лиман, Егорлицки, Тендровски, Джарилгачки, Перекопски, Сиваш, Савали, Утлюкски лиман и др.).
Климатът е умерено континентален. Зимата е мека и малоснежна със средна януарска температура от −3 °C на юг до −5 °C на север (минимална −31,5 °C). Лятото е горещо, ветровито, с чести суховеи (т.н. черни бури), със средна юлска температура от 23,5 °C на юг до 21,5 °C на север (максимална 44 °C). Годишната сума на валежите се колебае от 320 до 400 mm, с максимум през лятото, като валежите падат предимно под формата на поройни дъждове. Продължителността на вегетационния период (минимална денонощна температура 5 °C) е 215 – 230 денонощия.
През областта протичат само две постоянни реки: най-долното течение на Днепър от североизток на югозапад на протежение от 178 km и десният ѝ приток Ингул, на протежение от 180 km. На територията на Херсонска област се намира по-голямата (долна) част на голямото Каховско водохранилище, от което постъпва вода в Северокримския и Краснознаменският напоителни канали и Каховската оросителна система.
В северната част на областта преобладават южните малохумусни черноземи, които на юг се сменят с тъмнокафяви почви. Покрай морските крайбрежия са развити кафяви и засолени почви и солонци. В областта са създадени два резервата „Аскания Нова“ и „Черноморски“ за охрана и отдих на прелетните птици. Горите (основно борови) и храстите заемат 3,5% от територията на областта. Извършени са мащабни дейности за залесяване на пясъчнине пространства и овразите. Обширните заблатени участъци в долината на Днепър са заети от дървесно-храстова растителност.

## Население
На 1 януари 2019 г. населението на Херсонска област област е наброявало 1 032 668 души (2,42% от населението на Украйна). Гъстота 36,28 души/km². Градско население 61,16%. Етнически състав: украинци 82,0%, руснаци 14,1%, беларуси 0,7%, татари 0,5%, арменци 0,4%, молдовани 0,4%, и др.

## Административно-териториално деление
В административно-териториално отношение Херсонска област се дели на 4 областни градски окръга, 18 административни района, 9 града, в т.ч. 4 града с областно подчинение и 5 града с районно подчинение, 31 селища от градски тип и 3 градски района (в град Херсон).
| Административна единица | Площ (km²) | Население (2017 г.) | Административен център   | Население (2017 г.) | Разстояние до Херсон (в km) | Други градове и сгт с районно подчинение      |
| ----------------------- | ---------- | ------------------- | ------------------------ | ------------------- | --------------------------- | --------------------------------------------- |
| Областен градски окръг  |            |                     |                          |                     |                             |                                               |
| 1. Гола Пристан         | 5          | 16 195              | гр. Гола Пристан         | 14 479              | 37                          |                                               |
| 2. Каховка              | 16         | 37 357              | гр. Каховка              | 37 357              | 90                          |                                               |
| 3. Нова Каховка         | 23         | 75 392              | гр. Нова Каховка         | 46 044              | 76                          | гр. Таврийск, Днипряни                        |
| 4. Херсон               | 145        | 328 985             | гр. Херсон               | 291 428             | -                           | Антонивка, Зеленивка, Комишани, Надднипрянске |
| Административен район   |            |                     |                          |                     |                             |                                               |
| 1. Бериславски          | 1700       | 45 533              | гр. Берислав             | 12 720              | 75                          | Козацке                                       |
| 2. Билозерски           | 1700       | 66 122              | сгт Билозерка            | 9695                | 14                          |                                               |
| 3. Великоолександривски | 1500       | 25 507              | сгт Велика Олександривка | 6826                | 139                         | Била Криниця, Калинивске, Карерне             |
| 4. Великолепетихски     | 1100       | 16 527              | сгт Велика Лепетиха      | 8226                | 153                         |                                               |
| 5. Верхнорогачицки      | 1000       | 11 805              | сгт Верхний Рогачик      | 5608                | 184                         |                                               |
| 6. Високопилски         | 700        | 14 984              | сгт Високопиля           | 4223                | 169                         | Архангелске                                   |
| 7. Генически            | 3008       | 59 491              | гр. Геническ             | 19 869              | 216                         | Новоолексиивка, Рикове                        |
| 8. Голопристански       | 3411       | 45 474              | гр. Гола Пристан         |                     | 37                          |                                               |
| 9. Горностаивски        | 1018       | 19 556              | сгт Горностаивка         | 6650                | 129                         |                                               |
| 10. Иванивски           | 1120       | 13 804              | сгт Иванивка             | 4507                | 179                         |                                               |
| 11. Каланчакски         | 916        | 21 373              | сгт Каланчак             | 9219                | 89                          | Мирне                                         |
| 12. Каховски            | 1451       | 35 705              | гр. Каховка              |                     | 90                          | Любимивка                                     |
| 13. Нижнисирогозки      | 1209       | 15 779              | сгт Нижни Сиргози        | 4834                | 169                         |                                               |
| 14. Нововоронцовски     | 1005       | 21 165              | сгт Нововоронцовка       | 6340                | 161                         |                                               |
| 15. Новотроицки         | 2298       | 35 483              | сгт Новотроицке          | 10 590              | 176                         | Сиваске                                       |
| 16. Олешки              | 1759       | 71 372              | гр. Олешки               | 24 838              | 14                          | Бриливка, Нова Маячка                         |
| 17. Скадовдси           | 1456       | 47 458              | гр. Скадовск             | 18 482              | 94                          | Лазурне                                       |
| 18. Чаплински           | 1722       | 35 016              | сгт Чаплинка             | 9757                | 141                         | Аскания Нова                                  |